# 小悬铃花
小悬铃花（学名：Malvaviscus arboreus var. drumnondii）为锦葵科悬铃花属下悬铃花的一个变种。

## 扩展阅读
- 維基物種上的相關：小悬铃花